# Thomas Mangani
Thomas Mangani (Carpentras, 1987. április 29. –) francia labdarúgó, az Ajaccio középpályása. Rendelkezik olasz állampolgársággal is.
A francia utánpótlás-válogatott tagjaként részt vett a 2004-es U17-es labdarúgó-Európa-bajnokságon.